# Інститут відновлюваної енергетики НАН України
Інститу́т відно́влюваної енерге́тики НАН Украї́ни — науково-дослідний інститут Відділення фізико-технічних проблем енергетики НАН України. Створений в 2004 році.
Основні напрями досліджень:

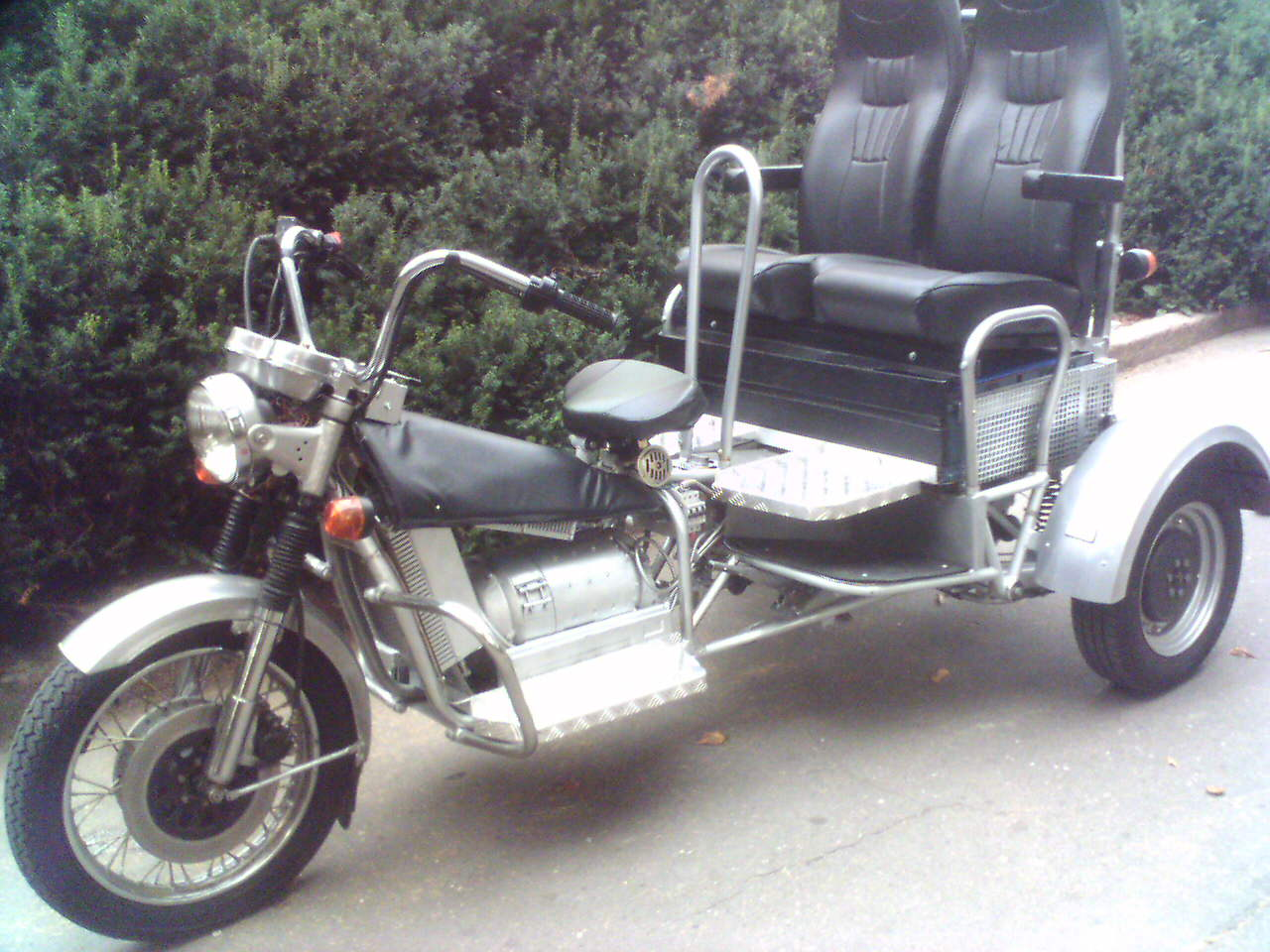
Прототип електроцикла, створений спільно із ІВЕ НАН України, ІЕД НАН України, та Київським Мотоциклетним Заводом.

- Комплексні енергосистеми із використанням відновлюваних джерел енергії;
- Сонячна енергетика;
- Гідроенергетика;
- Біоенергетика;
- Вітроенергетика;
- Геотермальна енергетика.